# Курнявцево
Курня́вцево — деревня в Брянском районе Брянской области, в составе Супоневского сельского поселения.

## География
Расположена у шоссе М13 Брянск—Гомель, примыкает к городской черте Брянска с юго-запада.

## История
Впервые упоминается в 1572 году под назв. Торлопово (также — Торлоповка). В XVII—XVIII вв. — владение Львовых, позднее — Надеиных, устроивших здесь винокуренный завод. В первой половине XIX века у деревни (сельца) появляется другое название — Балахоновка (Болохоновка). На рубеже XIX—XX вв. близ деревни находилось имение П. С. Могилевцева. Входила в приход села Супонева.
В XVII—XVIII вв. входила в состав Подгородного стана Брянского уезда; с 1861 по 1924 — в Супоневской волости Брянского (с 1921 — Бежицкого) уезда. В 1924—1929 гг. — в Бежицкой волости; с 1929 года в Брянском районе (Антоновский, Толмачевский, с 1959 Супоневский сельсовет).
В 1964 г. Указом Президиума ВС РСФСР поселок Балахоновка переименован в Курнявцево, в честь Н. Г. Курнявцева — комиссара партизанской бригады имени Щорса..

## Население
| 2010 | 2013 |
| ---- | ---- |
| 350  | ↗368 |